# Billy (Céline Dion)
Billy è una canzone della cantante canadese Céline Dion, rilasciata in Francia nel 1986 come singolo. Il brano è stato scritto da Eddy Marnay e Patrick Lemaitre.

## Contenuti e pubblicazioni
Billy è un singolo non promozionale, ovvero un singolo che non promuove nessun album della Dion, anche in seguito verrà inserito nella raccolta della cantante pubblicata nel 1988, The Best Of Céline Dion.
Il brano fu pubblicato insieme ad un altro brano inedito intitolato En amour, presente sul lato B.

## Formato e tracce
LP Singolo 7" (Francia) (Pathé Marconi EMI: 2012547)
1. Billy – 2:58 (Eddy Marnay, Patrick Lemaître)
2. En amour – 3:15 (Marnay, Christian Loigerot, Thierry Geoffroy)

## Crediti e personale
- Direttore d'orchestra - Guy Matteoni
- Ingegnere del suono - Bernard Estardy, Jean-Jacques Peruchon
- Musica di - Patrick Lemaitre, Eddy Marnay
- Produttore - Eddy Marnay
- Testi di - Eddy Marnay, Patrick Lemaître